# Bergkristall
Bergkristall är en färglös, helt genomskinlig och klar variant av mineralet kvarts.

## Etymologi
Namnet kommer från grekiskans krystallos som betyder is. Detta för att man trodde att bergkristall var is då man fann dem i Alperna på hög höjd.[källa behövs]
Redan på 1400-talet började lokalbefolkningen i Schweiz organisera sig som professionella kristall-letare, så kallade "strahlers", efter "strahlen", dvs. stråla, då kristallerna de samlade in ur sprickor och klyftor reflekterade ljuset vackert.[källa behövs]

## Användning
Bergkristall används i billigare smycken, då det liknar diamant och har tidigare även använts i ljuskronor men har det senaste seklet där istället ersatts av slipade glasbitar alternativt plastbitar.[källa behövs]

## Förekomst
Mineralet återfinns i hela jorden och är ett av jordens vanligast förekommande mineraler.
Alperna var fram till 1800-talet den främsta fyndområdet för bergkristall. Senare hämtades bergkristall främst från Madagaskar, under 1900-talet blev det Brasilien, där de vackraste kristallerna förekommer den främsta leverantören. Bergkristall bryts i många gruvor i Arkansas i USA. Flera av dessa tillåter samlare att besöka gruvan och för en mindre summa plocka kristaller eller betala per kilo material man tar med. 

### I Sverige
Bergkristall fyller sprickor i berggrunden på många platser i Sverige och kläder väggarna i hålrum i kvartsit, i pegmatiter, i järnmalmsförekomster m.m. 
I Sverige finns bergkristall främst i de norra delarna av landet, men inga fyndigheter av betydelse. En av de gamla klassiska svenska fyndplatserna var i Oldenfjällen i Offerdal i Jämtland.. En annan klassisk fyndighet är vid Rutströmsselet norr om Vassijaure, nära Riksgränsen i nordvästligaste Lappland. Nära norska gränsen har norska samlare grävt ur upp till 14 meter långa hålrum med kristaller på upp till en halvmeter.
Den största bergkristallen som hittats och tagits till vara i Sverige var ur en alpin klyfta fylld med klorit vid motorvägsbygget av E6 strax öster om Stenungsund. Här i den största vägskärningen vid Norum kyrka togs en 65 cm lång och 53 kg tung kristall tillvara innan den sprängdes sönder av mineralsamlare från Göteborg.[källa behövs]
Det finns hundratals fyndplatser för bergkristall i Sverige. Om man tittar på en karta och studerar någon av Sveriges 100 000 sjöar ser man att de ofta är långsträckta, dvs. fyller en större sprickzon i berggrunden. Chansen är stor att sprickan under sjön (och andra runt omkring) är fyllda med bergkristaller och ofta kan man hitta dem i lösblock eller titta på dem där de sitter inne i sprickor eller i sprickor/hålrum i vita kvartsådror i berget.[källa behövs]

## Form
Ibland har bergkristallen inneslutningar av olika slag. Fantomkristall är när kristallen ser ut att ha en extra spets i spetsen. Rutilkvarts är en bergkristall med rutilinneslutningar. Man kan även finna turmalin innesluten i bergkristall, så kallad turmalinkvarts. När det är extra många sprickor i kristallen så kan den kallas för iskristall.

## Bilder

Fingerring av bergkristall, 1800-tal.
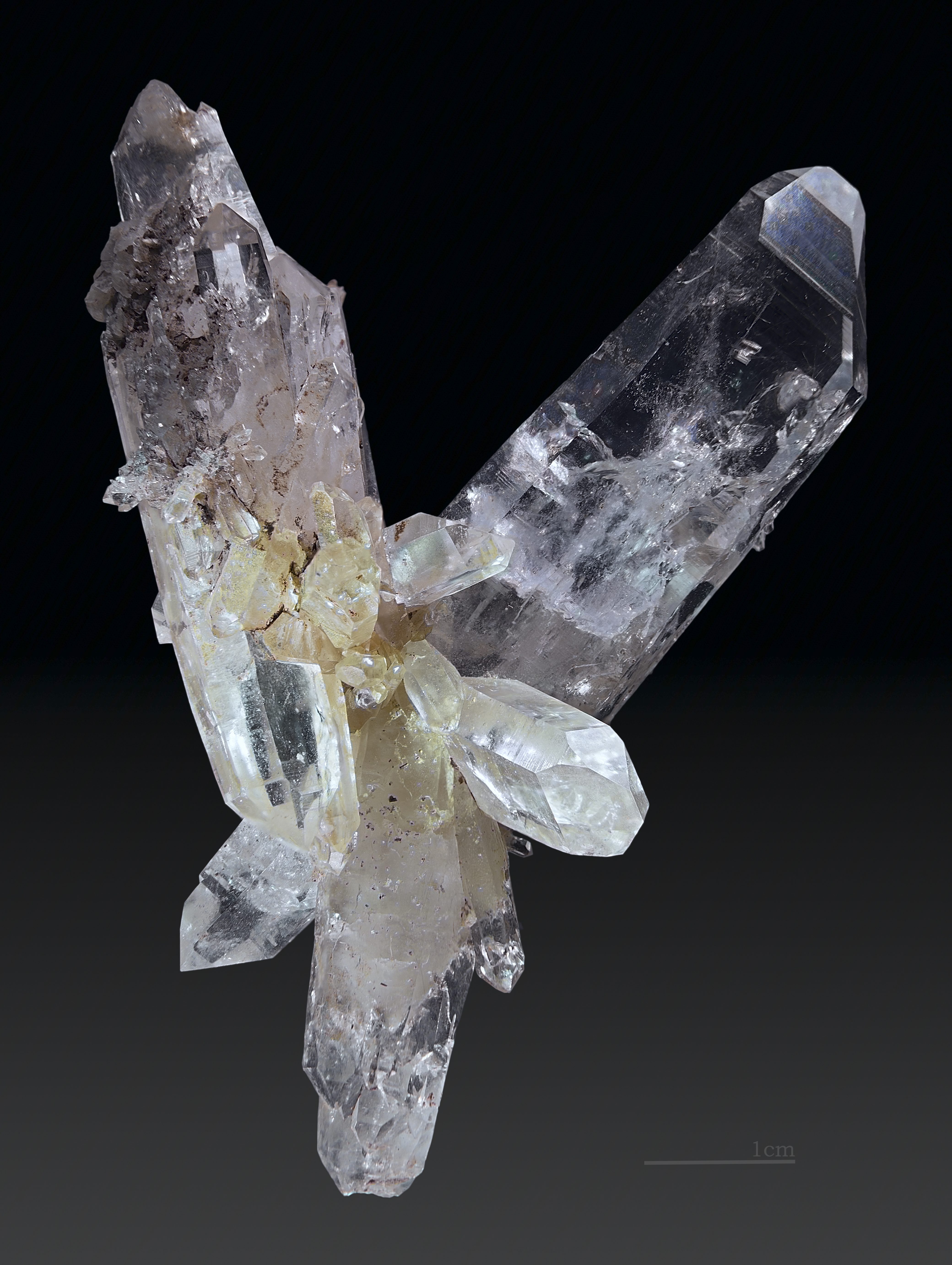
Bergkristall
Skål av bergkristall.